# Croce Rossa della Guinea

il simbolo della Croce Rossa

La Croce Rossa della Guinea è la società nazionale di Croce Rossa della Repubblica di Guinea (République de Guinée), stato dell'Africa occidentale.

## Denominazione ufficiale
- Croix-Rouge de Guinée (CRG), in lingua francese, idioma ufficiale della Repubblica di Guinea;
- Red Cross Society of Guinea, in lingua inglese, denominazione utilizzata presso la Federazione;

## Storia
È stata fondata nel 1984 e nel 1986 è stata riconosciuta ufficialmente dal Governo come società nazionale di Croce Rossa; Nello stesso anno è stata riconosciuta dal CICR ed è stata ammessa nella Federazione.
Nel febbraio del 2002 è stato aggiornato lo statuto. Nella nuova stesura si ribadisce che la CRG è l'unica società nazionale di Croce Rossa ed è riconosciuta come tale dal Governo, che è una organizzazione indipendente, neutrale, su base volontaria ed ausiliaria delle pubbliche autorità.

## Suddivisioni
La rete territoriale della Società è basata sulle divisioni amministrative dello Stato: è suddivisa infatti in 33 comitati prefettizi, uno per ogni prefettura in cui è suddiviso il territorio. Essi sono suddivisi in comitati subprefettizi, distrettuali, comunali che coprono l'intero territorio nazionale. La città di Conakry ha una propria prefettura e comprende 5 comitati comunali.

## Organizzazione
Gli organi direttivi della Croce Rossa della Guinea sono l'Assemblea generale, il Consiglio Nazionale ed il Comitato Direttivo Nazionale (CDN): quest'ultimo è composto di sette membri e si riunisce almeno una volta al mese, il Segretario esecutivo del CDN rappresenta la più alta carica all'interno dell'Associazione.

## Risorse umane
La società impiega 14 dipendenti ed è composta da circa dodicimila soci, compresi i volontari attivi.

### Personale dipendente
Dei 14 dipendenti, 12 sono finanziati direttamente dalla Federazione Internazionale e gli altri 2 dal CICR.

## Attività
La Croce Rossa della Guinea svolge le seguenti attività:
- assistenza ai rifugiati ed alle persone disagiate;
- educazione sanitaria;
- diffusione del Diritto internazionale umanitario
- lotta agli abusi dell'emblema della Croce Rossa.